# Cantón Veinticuatro de Mayo
Cantón Veinticuatro de Mayo är en kanton i Ecuador.   Den ligger i provinsen Manabí, i den västra delen av landet, 240 km sydväst om huvudstaden Quito.